# ブリッジトン (ポートランド)
ブリッジトン（英: Bridgeton）は、アメリカ合衆国オレゴン州ポートランド市の北部・北東部にある地区。一戸建て、テラスハウス、アパート、マンション、水上住宅などが密集する。コロンビア川（ノースポートランドハーバー）とブリッジトン湿地（Bridgeton Slough）に挟まれた堤防の近辺にある狭く細長い地域である。
1907年、コロンビア学校（Columbia School）と呼ばれる複式学級校舎がこの地域に建てられた。1915年から1930年にかけて、住宅の建設ラッシュが興った。この地域は市街電車「バンクーバー・インターアーバン」（Vancouver Interurban）の終着点だった。ファロマ（英: Faloma）郵便局が1921年8月13日から1935年6月15日までこの地域を管轄しており、アメリカ地質調査所は現在でもこのファロマという地名をこの地域に対して用いている。
『オレゴン・ジオグラフィック・ネームズ』に拠れば、ファロマはアメリカ合衆国郵便公社による造語で、現地の土地を所有していたフォース家（Force）、ラブ家（Love）、ムーア家（Moore）に由来する頭字語であるという。郵便公社はブリッジトンの名称を、「あまりに一般的すぎる」との理由で棄却した。
ブリッジトン地区協会（Bridgeton Neightborhood Association）は1992年3月、犯罪問題や交通問題に対処することを目的として設立された。ブリッジトン地区協会は設立するとすぐに、近隣のスーパーセンター建設計画に反対する助力となった。